# Phonygammus
Phonygammus is een geslacht van zangvogels uit de familie Paradisaeidae (paradijsvogels). De enige soort:
- Phonygammus keraudrenii – Trompetparadijskraai